# 塞浦路斯切叶蜂
塞浦路斯切叶蜂（学名：Megachile cypricola）是塞浦路斯特有及极危的一种切叶蜂。有学者指出塞浦路斯切叶蜂亦分布于阿富汗，然而于两个相距甚远的地点间未有关于该物种的记录，故阿富汗采集到的标本可能属于其他物种。
塞浦路斯切叶蜂对驴食豆属(Onobrychis)植物表现出寡选择性，它们会在大型岩石上建立起无遮蔽的巢穴。塞浦路斯切叶蜂的栖息地未得到描述，但其可能栖息于草地等开阔的栖息地中。
由于自1950年后再无这种显眼且易被辨识的切叶蜂的观察记录，现时相信塞浦路斯切叶蜂的成熟个体数量已十分稀少或可能绝灭。但其衰落的原因尚不明确。